# 적 (음식)
적(炙)은 생선이나 고기 등을 양념하여 대꼬챙이에 꿰어 불에 굽거나 지진 음식이다. 특히 북부지방에서는 닭이나 꿩 등을 양념해서 통구이한 것, 또는 쇠족 등을 양념해 구운 것을 적이라 부르기도 한다.
궁중요리에서는 제상에 오르는 다섯 가지 적인 소적, 육적, 어적, 봉적, 채소적을 오적(五炙)이라 불렀다.

## 종류
고기나 도라지 등을 꼬챙이에 꿴 후 달걀물을 씌워 번철이나 프라이팬 등에 지진 적은 누름적이라 부르며, 쇠고기 등 고기와 다른 재료를 길길쭉길쭉하게 썰어 양념한 뒤 대꼬챙이에 꿰어 구운 음식은 산적이라 부른다.
그 외에도 여러 가지 적이 있다.
- 꼬치구이
  - 굴적: 굵은 토굴을 기름과 깨소금에 버무렸다가 꼬치에 꿰어 살짝 구워 낸 적이다.
  - 낙지적: 낙지를 간장, 다진 파와 마늘, 참기름, 깨소금, 후춧가루 따위를 치고 양념한 뒤 대꼬챙이에 꿰어 구운 적이다.
  - 마늘적: 마늘로 만든 적이다.
  - 묵적: 묵을 네모지게 토막토막 썰어서 만든 제주도 지방의 적이다.
  - 소적(素炙): 두부를 양념하여 꼬챙이에 꿰어 불에 구운 적이다.
  - 어적(魚炙): 물고기에 양념을 하여 대꼬챙이에 꿰어 불에 구운 적이다.
  - 육적(肉炙): 쇠고기 적이다. 제사나 잔치 때 쓴다.
    - 간적(肝炙): 소의 간을 넓고 얇게 썰어서 만든 적이다.
    - 설적(薛炙): 쇠고기나 소의 내장에 양념 한 뒤, 꼬챙이에 꿰어 구운 적이다. 케밥과 비슷한 음식으로, 무슬림이었던 송도 설씨가 처음으로 구워 먹었다 하여 "설적"이라는 이름이 붙었다.[3]
- 통구이
  - 닭적: 닭의 내장을 빼고 배를 갈라 넓게 벌려 놓고, 온몸에 양념장을 발라 석쇠에 구워서 잣가루를 뿌려 만든 음식이다.
  - 생선적(生鮮炙): 생선의 내장을 빼고 꽁지를 자른 다음, 칼자국을 드문드문 내고 기름을 발라서 통째로 구운 음식이다.
    - 북어적(北魚炙): 북어의 대가리와 꼬리를 잘라 버리고 세로로 칼집을 내어 넓게 한 뒤 양념하고 고명을 올려 구운 음식이다.
- 지짐·기타
  - 두부적(豆腐炙): 두부를 조금 도톰하고 크게 썰어서 소금을 뿌려 기름에 지진 음식이다.
  - 미나리적: 미나리를 약간 길게 잘라, 소금에 약간 절여 짜서 밀가루와 달걀을 물에 개어 함께 무쳐서 번철이나 프라이팬 따위에 지진 음식이다.
  - 사슬산적: 꼬챙이에 꿰지 않고 만든 적이다. 생선적에 쇠고기를 양념하여 한편에 붙이고 이것을 달걀물을 씌워 번철이나 프라이팬 등에 지져서 만든다.
  - 생이적: 해감을 빼고 손질한 생이의 살만을 짓이긴 뒤에 소금으로 간하여 조금씩 떠서 밀가루나 메밀가루를 묻히고 달걀 푼 것을 씌워 지진 음식이다.
  - 섭산적: 쇠고기를 잘게 다져 양념하고 반대기를 지어서 구운 적이다.
  - 소하적(小蝦炙): 껍질을 벗긴 소하(대하의 새끼)를 대꼬챙이에 꿰어 기름에 지진 음식이다.
  - 장산적(醬散炙): 쇠고기를 짓이겨서 양념하고 얇게 반대기를 지어서 구운 뒤에 다시 네모반듯하게 썰어 간장에 조린 반찬이다.
  - 족적(足炙): 삶은 쇠족을 큼직하게 저며 진장과 기름을 바르고 깨소금, 후춧가루 따위를 쳐서 한데 주물러 불에 구운 음식이다.
  - 합산적(合散炙): 닭고기, 꿩고기, 쇠고기 등을 잘게 썰어 양념을 치고 주무른 뒤에 반대기를 지어 구운 적이다.

## 같이 보기
- 누르미